# Süderfahrenstedt
Süderfahrenstedt (dänisch: Sønder Farensted, auch Farnsted) ist eine Gemeinde im Kreis Schleswig-Flensburg in Schleswig-Holstein.

## Geografie und Verkehr
Süderfahrenstedt liegt etwa acht Kilometer nördlich von Schleswig am Langsee. Westlich verläuft die Bundesautobahn 7 von Schleswig nach Flensburg, südlich die Bundesstraße 201 von Schleswig nach Kappeln. Durch Wellspang verläuft die Landesstraße 22 von Sörup nach Triangel. In Triangel besteht Anschluss an die B 201.

## Geschichte
Der Ort wurde erstmals 1312 als Farnstethmarck (dän. Farnstedmark) erwähnt. Der Grundname bedeutet etwa Überfahrtsstelle zu adän farn (anord. farning) für Beförderung, Fahrt und -stedt für (Wohn-)stätte (adän. stath, ndän. sted, mnd. stede). Vermutlich beschreibt der Ortsname eine Überfahrtsstelle am Langsee. Während Süderfahrenstedt eine selbstständige Gemeinde bildet, ist Norderfahrenstedt inzwischen mit Böklund zusammengewachsen. Die Kirche des Kirchspiels Fahrenstedt befindet sich heute in der Nachbargemeinde Böklund.

## Politik

### Gemeindevertretung
Bei der Kommunalwahl am 14. Mai 2023 wurden insgesamt neun Sitze vergeben. Diese fielen erneut alle an die Kommunale Wählergemeinschaft Süderfahrenstedt.

### Wappen
Blasonierung: „In Grün ein gold-blau gesäumter breiter schräglinker silberner Wellenbalken, belegt mit zwei blauen Rädern.“

## Wirtschaft
Die Gemeinde wandelt sich von einer landwirtschaftlichen Gemeinde zu einer Wohngemeinde.

## Persönlichkeiten
Der norddeutsche Landschaftsmaler Jan Laß (1890–1958) lebte ab 1934 mit seiner Familie in einem abgelegenen Haus am Langsee. Ein Gedenkstein erinnert dort an ihn. Heute wohnt der Maler und Autor Karl-Heinz Morscheck dort. Ebenso lebte der Maler und Bühnenbildner Walther Roggenkamp (1926–1995) ab 1970 in Güldenholm am Langsee.